# Piaśnica (Puck)
Pour les articles homonymes, voir Piaśnica.
Piaśnica est une localité polonaise de la voïvodie de Poméranie et du powiat de Puck. 